# Harjakari
Harjakari är en ö i Finland. Den ligger i Finska viken och i kommunen Kotka i den ekonomiska regionen  Kotka-Fredrikshamn i landskapet Kymmenedalen, i den södra delen av landet. Ön ligger nära Kotka och omkring 120 kilometer öster om Helsingfors.
Öns area är 1 hektar och dess största längd är 170 meter i öst-västlig riktning. Närmaste större samhälle är Kotka, 9,9 km nordväst om Harjakari.